# پاتریک رابرتس
پاتریک جان جوزف رابرتس (انگلیسی: Patrick John Joseph Roberts؛ زادهٔ ۵ فوریهٔ ۱۹۹۷) بازیکن فوتبال اهل انگلستان است که به شکل قرضی از منچستر سیتی برای نوریچ سیتی در لیگ برتر فوتبال انگلستان بازی می‌کند.
از باشگاه‌هایی که در آن بازی کرده‌است می‌توان به فولام، منچستر سیتی، سلتیک، ژیرونا و نوریچ سیتی اشاره کرد.